# Frans (piosenkarz)
Frans Jeppsson Wall (ur. 19 grudnia 1998 w Ystad) – szwedzki piosenkarz i autor piosenek.
Zwycięzca programu Melodifestivalen 2016 i reprezentant Szwecji w 61. Konkursie Piosenki Eurowizji (2016). Laureat nagrody Bursztynowego Słowika podczas Top of the Top Sopot Festiwalu (2019).

## Rodzina i edukacja
Urodził się 19 grudnia 1998 w Ystad w regionie Skania, jest synem Marii i Marka. Jego matka jest Szwedką, a ojciec – Nigeryjczykiem, który ma nigeryjsko-brytyjskie pochodzenie. Ma siostrę-bliźniaczkę Filippę i młodszego brata Caspra.
Uczył się w The Norwood School w Londynie.

## Kariera muzyczna
Karierę muzyczną rozpoczął w 2006, nagrywając z zespołem Elias utwór „Who’s da Man”, który był dedykowany Zlatanowi Ibrahimoviciowi. Z singlem zadebiutował na pierwszym miejscu szwedzkiej listy sprzedaży i utrzymywał się na szczycie przez kolejne dziewięć tygodni. Również w 2006 wydał debiutancki album studyjny pt. Da Man, z którym dotarł do 20. miejsca najczęściej kupowanych albumów w kraju. W grudniu nagrał świąteczny, solowy singiel „Kul med Jul”, z którym dotarł do 24. miejsca listy sprzedaży. W 2008 z zespołem Elias nagrał piosenkę „Fotbollsfest” dedykowaną reprezentacji Szwecji w piłce nożnej. Z singlem dotarł do pierwszego miejsca listy sprzedaży.

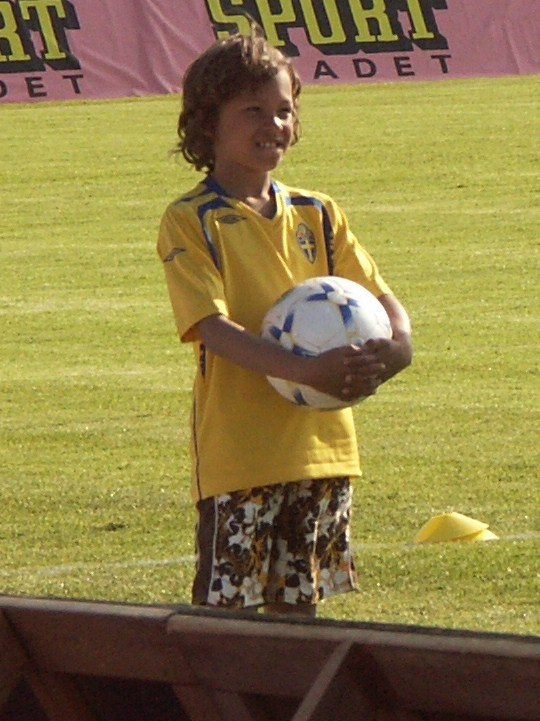
Jeppsson Wall (2008)

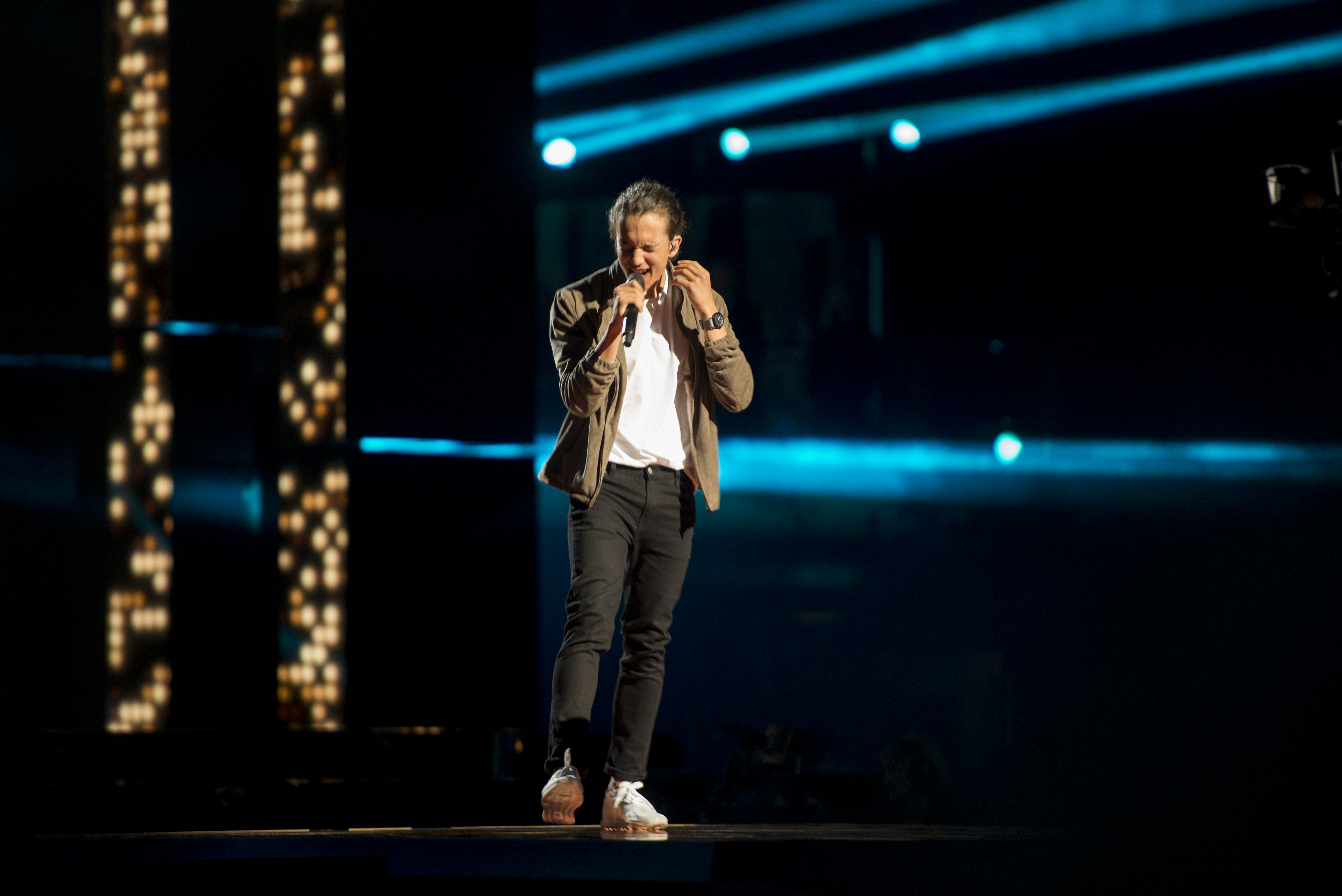
Jeppsson Wall podczas 61. Konkursu Piosenki Eurowizji w Sztokholmie (2016)

W 2016 powrócił do działalności muzycznej, zgłaszając się z piosenką „If I Were Sorry” do udziału w programie Melodifestivalen 2016, w którym ostatecznie zwyciężył. W dniu finału Melodifestivalen miał 17 lat. Z singlem „If I Were Sorry” zadebiutował na pierwszym miejscu krajowej listy sprzedaży, jego piosenka stała się popularna w serwisie muzycznym Spotify, docierając do zestawienia najczęściej odsłuchiwanych piosenek m.in. w Szwajcarii, Tajwanie, Islandii, Urugwaju, Wielkiej Brytanii, Hiszpanii, Danii, Turcji i Niemczech. W Polsce singiel uzyskał status dwukrotnie platynowej płyty. Jako reprezentant gospodarzy miał zapewnione miejsce w finale Eurowizji 2016, w którym 14 maja zajął piąte miejsce z 261 punktami na koncie, w tym 139 pkt od telewidzów (6. miejsce) i 122 pkt od jurorów (9. miejsce). W czerwcu wydał singel „Young Like Us”.
W 2017 wydał singiel „Liar”, z którym dotarł do 4. miejsca notowania Sweden Heatseeker Songs. W 2018 pojawił się gościnnie w singlu niemieckiej piosenkarki Nicole Cross „Loving U”. W 2019 wydał pięć singli: „One Floor Down”, „Snakes”, „Do It Like You Mean It” (z gościnnym udziałem Yoel905), „Amsterdam” oraz „Ada”. W sierpniu 2019 za wykonanie utworu „If I Were Sorry” zdobył nagrodę Bursztynowego Słowika na festiwalu Top of the Top w Sopocie.

## Dyskografia
Albumy studyjne
- Da Man (2006)
- Present (2020)